# 香港天文學會
香港天文学会（ほんこんてんもんがっかい、英語: Hong Kong Astronomical Society 、HKASと呼ばれる）は1970年に設立され、1974年に登録された香港初の公立天文学クラブである。元々は香港アマチュア天文学会として知られており、1992年に現在の名前に変更された。現在は観塘の創業通りの華基センターにある。 

## 歴史
設立当初は、謄写版のリーフレットで「天文データ」を発行し、中学校の会員や天文学会に無料で配布したり、事務局で講義を行ったりしていた。 1974年に協会が正式に登録された。同年、坐井會と共同で設立された香港天文ニュースレターは1976年に独立して発行され、1981年に発行されなくなった（合計34号が発行された）。 1975年に初めて香港オープン天体写真コンペティションが開催された。 1978年に、協会は「月食観察ハンドブック」を編集して印刷した。
1991年、同協会は香港の他の12の組織と「中国航天科技集団展」を共催し、来場者数は10万人に達した。同年、香港天文学会の掩蔽グループは、NASA衛星観測プログラムのデータ配信のための1139番目の変電所となり、中国のアマチュア天文学者に掩蔽データを公開した。 1992年、香港アマチュア天文学会は正式にその名前を香港天文学会に変更した。 1993年に「壁屋天文教育センター」が正式に開設された。1995年に、協会のWebページがサービスを開始した。 1998年以来、「天文学版」は「香港商報網」で毎月発行されている。 1999年、協会は再びRTHKと協力して、放送番組「宇宙無限」を立ち上げた。

## 設施
香港天文学会は、1972年に元朗の橫州に10cmの屈折望遠鏡と25cmの反射鏡を備えた最初の天文台を建設した。
香港天文ネットワーク（Astro-Net）は、1988年に設立された。これは、香港で最初の天文学用BBSであり、インターネットを使用して天文学情報を共有する香港で最初のコンピューターネットワークでもあった。
1993年には、香港政府から旧「壁屋公立小学校」を借り、「壁屋天文教育センター」を改修するために約10万香港ドルを投資した。壁屋天文教育センターは現在閉鎖されている。
2012年5月19日、iOS版「香港天文」モバイルアプリを立ち上げた。2013年7月13日、Android版「香港天文学」モバイルアプリを立ち上げた。2014年8月31日、「香港天文」サービスは、Windows Phoneバージョンのモバイルアプリケーションに拡張された。

## アプリ
香港天文學会のスマートフォンアプリ「香港天文」は、香港政府の映画・新聞・記事管理局により、2017年に健康的なモバイル/タブレットアプリのトップ10に選ばれた。